# 나의 영어사춘기 100시간
《나의 영어사춘기 100시간》은 tvN에서 2018년부터 2019년까지 방송된 영어 에듀 예능 프로그램이다.